# Blackburn Rovers F.C.
Blackburn Rovers Football Club engleski profesionalni nogometni klub sa sjedištem u Blackburnu, Lancashire. Trenutačno se natječe u EFL Championshipu, drugom rangu engleskog nogometa. Klub igra domaće utakmice na stadionu Ewood Park od 1890. godine. Klupski moto je "Arte et Labore", što na latinskom znači "Vještinom i radom". Klub ima dugogodišnje rivalstvo s obližnjim Burnleyjem, s kojim igraju derbi East Lancashirea.
Blackburn Rovers osnovan je 1875. godine i bio je jedan od osnivača The Football Leaguea 1888. Osvojio je pet finala FA kupa u 19. stoljeću: 1884., 1885., 1886., 1890. i 1891. godine. Prvak engleske lige postao je 1911./12. i 1913./14., a šesti FA kup osvojio je 1928. godine. Prvi put je ispao iz lige 1936., ali se vratio kao prvak Second Divisiona 1938./39. godine. Nakon ispadanja 1948., ponovno je promoviran 1957./58., no ispao je 1966. i ponovno 1971. godine. Blackburn Rovers osvojio je naslov Third Divisiona 1974./75., a ponovno je promoviran 1979./80., nakon ispadanja godinu dana ranije. Osvojio jeFull Members' Cup 1987. godine.
Godine 1992., klub je izborio promociju u novu Premier ligu putem doigravanja, godinu nakon što ga je preuzeo lokalni poduzetnik Jack Walker, koji je postavio Kennyja Dalglisha za trenera. U sezoni 1994./95. postao je prvak Premier lige. Nakon ispadanja četiri sezone nakon osvajanja naslova, klub se vratio u Premier ligu na kraju sezone 2000./01. te je osvojio Liga kup 2002. godine. U Premier ligi proveo je jedanaest uzastopnih sezona, ali je ispao 2012. i ponovno u treći rang 2017. godine. Klub je osigurao promociju iz League One na kraju sezone 2017./18.

## Poznati igrači
- Nikola Kalinić
- Tim Flowers
- Chris Sutton
- Alan Shearer
- Hakan Şükür
- Osvaldo Ardiles
- Steve Archibald
- Hakan Ünsal
- Roque Santa Cruz
- Christian Dailly

## Klupski uspjesi
FA Premier Liga:
- Prvak (3): 1911./12., 1913./14., 1994./95.

FA kup:
- Prvak (6): 1884., 1885., 1886., 1890., 1891., 1928.

Engleski Liga kup:
- Prvak (1): 2002.

## Vanjske poveznice
- Službene stranice

| Football League Championship 2022./23. | Football League Championship 2022./23. |
| --- | -------------------------------------- |
| |                                        |
| Birmingham City • Blackburn Rovers • Blackpool • Bristol City • Burnley • Cardiff City • Coventry City • Huddersfield Town • Hull City • Luton Town • Middlesbrough • Millwall • Norwich City • Preston North End • QPR • Reading • Rotherham United • Sheffield United • Stoke City • Sunderland • Swansea City • Watford • West Bromwich Albion • Wigan Athletic |                                        |

| Football League Championship 2022./23. | Football League Championship 2022./23. |
| --- | -------------------------------------- |
| |                                        |
| Birmingham City • Blackburn Rovers • Blackpool • Bristol City • Burnley • Cardiff City • Coventry City • Huddersfield Town • Hull City • Luton Town • Middlesbrough • Millwall • Norwich City • Preston North End • QPR • Reading • Rotherham United • Sheffield United • Stoke City • Sunderland • Swansea City • Watford • West Bromwich Albion • Wigan Athletic |                                        |

| Momčadi FA Premier lige                                                          | Momčadi FA Premier lige |
| -------------------------------------------------------------------------------- | --- |
|                                                                                  | |
| Članovi 2024./25.                                                                | Arsenal • Aston Villa • Bournemouth • Brentford • Brighton & Hove Albion • Chelsea • Crystal Palace • Everton • Fulham • Ipswich Town • Leicester City • Liverpool • Manchester City • Manchester United • Newcastle United • Nottingham Forest • Southampton • Tottenham Hotspur • West Ham United • Wolverhampton Wanderers |
|                                                                                  | |
| Bivše momčadi (1992. – 2024.)                                                    | Barnsley • Birmingham City • Blackburn Rovers • Blackpool • Bolton Wanderers • Bradford City • Burnley • Cardiff City • Charlton Athletic • Coventry City • Derby County • Fulham • Huddersfield Town • Hull City • Leeds United • Luton Town • Middlesbrough • Norwich City • Nottingham Forest • Oldham Athletic • Portsmouth • Queens Park Rangers • Reading • Sheffield Wednesday • Sheffield United • Stoke City • Sunderland • Swansea City • Swindon Town • Watford • West Bromwich Albion • Wigan Athletic • Wimbledon |
|                                                                                  | |
| Bivše momčadi Football Leaguea (1888. – 1892.) i First Divisiona (1892. – 1992.) | Accrington • Bradford Park Avenue • Bristol City • Bury • Carlisle United • Darwen • Glossop North End • Grimsby Town • Leyton Orient • Millwall • Northampton Town • Notts County • Oxford United • Preston North End |

| Momčadi FA Premier lige                                                          | Momčadi FA Premier lige |
| -------------------------------------------------------------------------------- | --- |
|                                                                                  | |
| Članovi 2024./25.                                                                | Arsenal • Aston Villa • Bournemouth • Brentford • Brighton & Hove Albion • Chelsea • Crystal Palace • Everton • Fulham • Ipswich Town • Leicester City • Liverpool • Manchester City • Manchester United • Newcastle United • Nottingham Forest • Southampton • Tottenham Hotspur • West Ham United • Wolverhampton Wanderers |
|                                                                                  | |
| Bivše momčadi (1992. – 2024.)                                                    | Barnsley • Birmingham City • Blackburn Rovers • Blackpool • Bolton Wanderers • Bradford City • Burnley • Cardiff City • Charlton Athletic • Coventry City • Derby County • Fulham • Huddersfield Town • Hull City • Leeds United • Luton Town • Middlesbrough • Norwich City • Nottingham Forest • Oldham Athletic • Portsmouth • Queens Park Rangers • Reading • Sheffield Wednesday • Sheffield United • Stoke City • Sunderland • Swansea City • Swindon Town • Watford • West Bromwich Albion • Wigan Athletic • Wimbledon |
|                                                                                  | |
| Bivše momčadi Football Leaguea (1888. – 1892.) i First Divisiona (1892. – 1992.) | Accrington • Bradford Park Avenue • Bristol City • Bury • Carlisle United • Darwen • Glossop North End • Grimsby Town • Leyton Orient • Millwall • Northampton Town • Notts County • Oxford United • Preston North End |